# NGC 895
NGC 895 je galaksija u zviježđu Kit.

## Vanjske poveznice
- SEDS: NGC 895